# Marsala Volley 2017-2018
Questa voce raccoglie le informazioni riguardanti il Marsala Volley nelle competizioni ufficiali della stagione 2017-2018.

## Stagione
Nella stagione 2017-18 il Marsala Volley assume la denominazione sponsorizzata di Sigel Marsala.
Partecipa per la seconda volta alla Serie A2 dopo il ripescaggio dalla Serie B1; chiude la regular season di campionato al sedicesimo posto in classifica, retrocedento in Serie B1.

## Organigramma societario
Area direttiva
- Presidente: Massimo Alloro

Area tecnica
- Allenatore: Francesco Campisi
- Allenatore in seconda: Luciano Tagnesi

## Rosa
| N° | Nome                | Ruolo | Data di nascita   | Nazionalità sportiva |
| -- | ------------------- | ----- | ----------------- | -------------------- |
| 1  | Valeria Mucciola    | P     | 25 settembre 1994 | Italia               |
| 3  | Maria Cazzetta      | L     | 3 novembre 1999   | Italia               |
| 5  | Eleonora Furlan     | C     | 10 marzo 1995     | Italia               |
| 6  | Jasmine Rossini     | S     | 17 giugno 1992    | Italia               |
| 8  | Evangelia Merteki   | S     | 29 aprile 1991    | Grecia               |
| 9  | Claudia Marinelli   | L     | 8 settembre 1989  | Italia               |
| 10 | Giulia Agostinetto  | P     | 2 ottobre 1987    | Italia               |
| 11 | Barbara Murri       | C     | 18 marzo 1993     | Italia               |
| 12 | Valentina Biccheri  | S     | 7 maggio 1991     | Italia               |
| 13 | Fabiola Facchinetti | C     | 30 aprile 1989    | Italia               |
| 14 | Jessica Ventura     | O     | 6 ottobre 1991    | Brasile              |
| 15 | Rebecca Perry       | S     | 29 dicembre 1988  | Stati Uniti          |
| 17 | Angela Gabbiadini   | S     | 12 maggio 1992    | Italia               |

## Mercato
| Acquisti | Acquisti            | Acquisti             | Acquisti   |
| R.       | Nome                | da                   | Modalità   |
| -------- | ------------------- | -------------------- | ---------- |
| P        | Giulia Agostinetto  | Santa Teresa         | definitivo |
| L        | Maria Cazzetta      | US Palermo           | definitivo |
| C        | Fabiola Facchinetti | SAB                  | definitivo |
| C        | Eleonora Furlan     | SAB                  | definitivo |
| S        | Angela Gabbiadini   | Libertas Martignacco | definitivo |
| L        | Claudia Marinelli   | Cisterna             | definitivo |
| S        | Evangelia Merteki   | Panathīnaïkos        | definitivo |
| P        | Valeria Mucciola    | Alfieri Cagliari     | definitivo |
| C        | Barbara Murri       | Effe Isernia         | definitivo |
| S        | Rebecca Perry       | Türk Hava Yolları    | definitivo |
| S        | Jasmine Rossini     | Teodora Casadio      | definitivo |
| O        | Jessica Ventura     | Cisterna             | definitivo |

| Cessioni | Cessioni           | Cessioni          | Cessioni   |
| R.       | Nome               | a                 | Modalità   |
| -------- | ------------------ | ----------------- | ---------- |
| L        | Silvia Agostino    | Mondovì           | definitivo |
| S        | Valentina Biccheri | Planet            | definitivo |
| P        | Michela Buiatti    | Catania           | definitivo |
| C        | Angelita Centi     | Giò               | definitivo |
| S        | Angela Gabbiadini  | Millenium Brescia | definitivo |
| C        | Sara Giuliani      | San Giustino      | definitivo |
| S        | Federica Foscari   | Catania           | definitivo |
| O        | Joelle M'Bra       | Bedizzole         | definitivo |
| C        | Camilla Macedo     | Castelvetrano     | definitivo |
| S        | Benedetta Marcone  | Santa Teresa      | definitivo |
| S        | Chiara Scirè       | Modica            | definitivo |
| P        | Gloria Trabucchi   | Vigevano          | definitivo |

## Risultati

### Serie A2

#### Girone di andata
| 1ª giornata - 8 ottobre 2017 PalaBellina, Marsala                               | Marsala               | 1 - 3 | Mondovì          | 19-25, 25-21, 18-25, 20-25        |
| 2ª giornata - 15 ottobre 2017 Palazzetto dello Sport, San Giovanni in Marignano | Adolfo Consolini      | 3 - 0 | Marsala          | 25-17, 25-21, 25-19               |
| 3ª giornata - 17 ottobre 2017 Centro Pavesi, Milano                             | Club Italia           | 3 - 1 | Marsala          | 23-25, 29-27, 25-11, 27-25        |
| 5ª giornata - 29 ottobre 2017 PalaBellina, Marsala                              | Marsala               | 2 - 3 | Olimpia Teodora  | 25-21, 20-25, 21-25, 25-20, 10-15 |
| 6ª giornata - 1º novembre 2017 PalaMaddalene, Chieri                            | Chieri '76            | 3 - 0 | Marsala          | 25-14, 28-26, 25-19               |
| 7ª giornata - 5 novembre 2017 PalaBellina, Marsala                              | Marsala               | 0 - 3 | Zambelli Orvieto | 14-25, 24-26, 17-25               |
| 8ª giornata - 12 novembre 2017 Geopalace, Olbia                                 | Hermaea               | 1 - 3 | Marsala          | 24-26, 23-25, 25-20, 13-25        |
| 9ª giornata - 19 novembre 2017 PalaCollodi, Montecchio Maggiore                 | Montecchio Maggiore   | 3 - 0 | Marsala          | 25-22, 26-24, 25-23               |
| 10ª giornata - 26 novembre 2017 PalaBellina, Marsala                            | Marsala               | 3 - 0 | VolAlto Caserta  | 25-21, 25-17, 25-19               |
| 11ª giornata - 29 novembre 2017 PalaBellina, Marsala                            | Marsala               | 1 - 3 | Due Principati   | 16-25, 25-17, 25-27, 17-25        |
| 12ª giornata - 3 dicembre 2017 PalaGeorge, Montichiari                          | Millenium Brescia     | 3 - 1 | Marsala          | 25-21, 25-17, 23-25, 25-12        |
| 13ª giornata - 10 dicembre 2017 PalaBellina, Marsala                            | Marsala               | 0 - 3 | Trentino Rosa    | 20-25, 26-28, 15-25               |
| 14ª giornata - 13 dicembre 2017 PalaEvangelisti, Perugia                        | Wealth Planet Perugia | 3 - 0 | Marsala          | 30-28, 28-26, 25-23               |
| 15ª giornata - 17 dicembre 2017 PalaBellina, Marsala                            | Marsala               | 1 - 3 | Cuneo Granda     | 25-19, 16-25, 23-25, 26-28        |
| 16ª giornata - 26 dicembre 2017 PalaBellina, Marsala                            | Marsala               | 0 - 3 | Soverato         | 12-25, 20-25, 19-25               |
| 17ª giornata - 30 dicembre 2017 Palazzetto dello Sport, Alpignano               | CUS Torino            | 3 - 1 | Marsala          | 25-23, 20-25, 25-22, 25-20        |

#### Girone di ritorno
| 18ª giornata - 6 gennaio 2018 PalaManera, Mondovì           | Mondovì          | 3 - 0 | Marsala               | 25-21, 25-17, 25-20               |
| 19ª giornata - 14 gennaio 2018 PalaBellina, Marsala         | Marsala          | 1 - 3 | Adolfo Consolini      | 25-20, 25-27, 21-25, 18-25        |
| 20ª giornata - 16 gennaio 2018 PalaBellina, Marsala         | Marsala          | 2 - 3 | Club Italia           | 25-22, 20-25, 25-21, 12-25, 12-15 |
| 22ª giornata - 28 gennaio 2018 PalaCosta, Ravenna           | Olimpia Teodora  | 3 - 1 | Marsala               | 23-25, 25-22, 25-20, 25-19        |
| 23ª giornata - 4 febbraio 2018 PalaBellina, Marsala         | Marsala          | 0 - 3 | Chieri '76            | 21-25, 17-25, 19-25               |
| 24ª giornata - 11 febbraio 2018 PalaPapini, Orvieto         | Zambelli Orvieto | 3 - 0 | Marsala               | 25-20, 25-19, 25-16               |
| 25ª giornata - 21 febbraio 2018 PalaBellina, Marsala        | Marsala          | 2 - 3 | Hermaea               | 21-25, 25-22, 25-21, 20-25, 12-15 |
| 26ª giornata - 25 febbraio 2018 PalaBellina, Marsala        | Marsala          | 3 - 1 | Montecchio Maggiore   | 22-25, 25-17, 25-23, 26-24        |
| 27ª giornata - 4 marzo 2018 Palazzetto dello Sport, Caserta | VolAlto Caserta  | 0 - 3 | Marsala               | 17-25, 21-25, 11-25               |
| 28ª giornata - 7 marzo 2018 PalaCapriglia, Pellezzano       | Due Principati   | 2 - 3 | Marsala               | 25-16, 19-25, 25-22, 23-25, 13-15 |
| 29ª giornata - 11 marzo 2018 PalaBellina, Marsala           | Marsala          | 0 - 3 | Millenium Brescia     | 17-25, 16-25, 23-25               |
| 30ª giornata - 17 marzo 2018 PalaSanbapolis, Trento         | Trentino Rosa    | 3 - 2 | Marsala               | 25-19, 25-22, 15-25, 18-25, 15-12 |
| 31ª giornata - 5 aprile 2018 PalaBellina, Marsala           | Marsala          | 3 - 0 | Wealth Planet Perugia | 25-16, 26-24, 25-18               |
| 32ª giornata - 25 marzo 2018 PalaCastagnaretta, Cuneo       | Cuneo Granda     | 3 - 0 | Marsala               | 25-13, 25-13, 25-13               |
| 33ª giornata - 2 aprile 2018 PalaScoppa, Soverato           | Soverato         | 3 - 0 | Marsala               | 25-20, 25-22, 25-23               |
| 34ª giornata - 8 aprile 2018 PalaBellina, Marsala           | Marsala          | 3 - 0 | CUS Torino            | 25-11, 25-14, 25-21               |

## Statistiche

### Statistiche di squadra
| Competizione | Punti | In casa | In casa | In casa | In trasferta | In trasferta | In trasferta | Totale | Totale | Totale |
| Competizione | Punti | G       | V       | P       | G            | V            | P            | G      | V      | P      |
| ------------ | ----- | ------- | ------- | ------- | ------------ | ------------ | ------------ | ------ | ------ | ------ |
| Serie A2     | 24    | 16      | 4       | 12      | 16           | 3            | 13           | 32     | 7      | 25     |
| Totale       | -     | 16      | 4       | 12      | 16           | 3            | 13           | 32     | 7      | 25     |

G = partite giocate; V = partite vinte; P = partite perse

### Statistiche dei giocatori
| Giocatore      | Serie A2 | Serie A2 | Serie A2 | Serie A2 | Serie A2 | Totale | Totale | Totale | Totale | Totale |
| Giocatore      | P        | PT       | AV       | MV       | BV       | P      | PT     | AV     | MV     | BV     |
| -------------- | -------- | -------- | -------- | -------- | -------- | ------ | ------ | ------ | ------ | ------ |
| G. Agostinetto | 32       | 83       | 54       | 19       | 10       | 32     | 83     | 54     | 19     | 10     |
| V. Biccheri    | 15       | 23       | 18       | 4        | 1        | 15     | 23     | 18     | 4      | 1      |
| M. Cazzetta    | 2        | 0        | 0        | 0        | 0        | 2      | 0      | 0      | 0      | 0      |
| F. Facchinetti | 31       | 168      | 116      | 29       | 23       | 31     | 168    | 116    | 29     | 23     |
| E. Furlan      | 32       | 246      | 122      | 105      | 19       | 32     | 246    | 122    | 105    | 19     |
| A. Gabbiadini  | 18       | 24       | 22       | 0        | 2        | 18     | 24     | 22     | 0      | 2      |
| C. Marinelli   | 32       | 0        | 0        | 0        | 0        | 32     | 0      | 0      | 0      | 0      |
| E. Merteki     | 32       | 390      | 331      | 30       | 29       | 32     | 390    | 331    | 30     | 29     |
| V. Mucciola    | 24       | 1        | 1        | 0        | 0        | 24     | 1      | 1      | 0      | 0      |
| B. Murri       | 14       | 24       | 14       | 9        | 1        | 14     | 24     | 14     | 9      | 1      |
| R. Perry       | 14       | 172      | 149      | 16       | 7        | 14     | 172    | 149    | 16     | 7      |
| J. Rossini     | 32       | 364      | 321      | 21       | 22       | 32     | 364    | 321    | 21     | 22     |
| J. Ventura     | 30       | 234      | 195      | 30       | 9        | 30     | 234    | 195    | 30     | 9      |

P = presenze; PT = punti totali; AV = attacchi vincenti; MV = muri vincenti; BV = battute vincenti